# Кубань (приток Волги)
Ку́бань — река в Костромской области России, протекает по территории Нерехтского и Костромского районов. Впадает в Горьковское водохранилище на Волге в 2534 км от устья по правому берегу. Длина реки составляет 24 км, площадь водосборного бассейна — 218 км². В 11 км от устья принимает слева реку Синьга.
Исток реки в урочище Сойкино на месте бывшей одноимённой деревни в 6 км к юго-востоку от посёлка Космынино. Течёт на север, в нижнем течении поворачивает на восток. На реке деревни Пьяньково и Ивакино. Впадает в Горьковское водохранилище десятью километрами ниже центра Костромы. На берегах реки в низовьях — садовые участки и дома отдыха. Последние два километра течения образует залив Горьковского водохранилища. В устье пристань.

## Данные водного реестра
По данным государственного водного реестра России относится к Верхневолжскому бассейновому округу, водохозяйственный участок реки — Волга от города Кострома до Горьковского гидроузла (Горьковское водохранилище), без реки Унжа, речной подбассейн реки — Волга ниже Рыбинского водохранилища до впадения Оки. Речной бассейн реки — (Верхняя) Волга до Куйбышевского водохранилища (без бассейна Оки).
Код объекта в государственном водном реестре — 08010300412110000013247.